# Бак Лиеу (провинция)
Бак Лиеу (на виетнамски: Bạc Liêu) е виетнамска провинция разположена в регион Донг Банг Сонг Ку Лонг. На север граничи с провинция Сок Чанг, на юг с Ка Мау, на запад с провинциите Киен Жианг и Хау Жианг, а на изток с Южнокитайско море. Населението е 894 300 жители (по приблизителна оценка за юли 2017 г.).
До 1996 г. Бак Лиеу е част от вече несъществуващата провинция Мин Хай, която след генерално административно преразпределение е разделена на две части: Бак Лиеу и Ка Мау, като Ка Мау е с по-голямата територия.
Територията на провинция Бак Лиеу дълги години е била част от Кхмерската империя и затова тук живее значително кхмерско малцинство.

## Административно деление
Провинция Бак Лиеу се състои от един самостоятелен град-административен център Бак Лиеу и шест окръга:
- Донг Хай
- Жиа Зай
- Хоа Бин
- Хонг Дан
- Фуок Лонг
- Вин Лой